# Csanád Fodor
Csanád Fodor (* 16. November 1990 in Miercurea Ciuc) ist ein rumänischer Eishockeyspieler, der seit 2017 beim HSC Csíkszereda in der Rumänischen Eishockeyliga und der Erste Liga spielt.

## Karriere

### Club
Csanád Fodor, der der ungarischsprachigen Minderheit der Szekler in Rumänien angehört, begann seine Karriere bei Dunaújvárosi Acélbikák aus Mitteltransdanubien in der ungarischen U18-Liga. 2007 wechselte er zum Ligakonkurrenten Budapest Stars in die ungarische Hauptstadt, wo er ebenfalls zunächst noch im Juniorenbereich aktiv war. Einzelne Spiele absolvierte er auch für den slowakischen Kooperationspartner der Stars, den HK Nové Zámky. 2008 gab er sein Debüt in der MOL Liga. Gleich in seiner ersten Saison erreichte er dort das Play-off-Halbfinale und wurde im selben Jahr mit seiner Mannschaft ungarischer Vizemeister. 2011 ging er nach Rumänien zum ASC Corona 2010 Brașov, mit dem er 2013 den rumänischen Eishockeypokal gewinnen konnte. Anschließend wechselte er erneut nach Budapest und spielte für den MOL-Liga-Konkurrenten Ferencváros Budapest. Noch während der laufenden Spielzeit verließ er die Mannschaft aus der Franzenvorstadt jedoch und kehrte zu Corona Brașov zurück. Mit den Kronstädtern wurde er so 2014 erstmals ungarischer Meister und belegte in der MOL Liga den zweiten Platz. 2015 gewann er mit dem Klub den rumänischen Eishockeypokal und 2017 erneut die Meisterschaft. Nach dem Meistertitel wechselte er zum HSC Csíkszereda und holte mit dem traditionsreichen Klub der Szekler 2018 das Double aus Meisterschaft und Pokal. 2020, 2021 und 2022 gewann er mit dem Klub die Erste Liga und 2022 erneut auch die rumänische Meisterschaft.

### International
Fodor spielt international im Gegensatz zu anderen Szeklern, die für Ungarn antreten, für sein Geburtsland Rumänien. Bereits im Juniorenbereich war er bei Weltmeisterschaften aktiv: Bei der U-18-Weltmeisterschaft 2008 spielte er ebenso wie bei der U-20-Weltmeisterschaft 2010 in der Division II.
Sein Debüt in der Herren-Nationalmannschaft gab Fodor bei der Weltmeisterschaft 2014 in der Division I, in der er auch 2016, 2018, 2022 und 2023 spielte. Bei den Turnieren 2014 und 2016 stiegen die Rumänen aus der Division I in die Division II ab. Dort spielte er dann bei der Weltmeisterschaft 2017, wo er als bester Stürmer des Turniers zum Wiederaufstieg in die Division I beitrug. Zudem vertrat er sein Geburtsland bei der Olympiaqualifikation für die Winterspiele in Peking 2022.

## Erfolge
- 2010 Gewinn der MOL Liga mit den Budapest Stars
- 2013 Rumänischer Pokalsieger mit dem ASC Corona 2010 Brașov
- 2014 Rumänischer Meister mit dem ASC Corona 2010 Brașov
- 2015 Rumänischer Pokalsieger mit dem ASC Corona 2010 Brașov
- 2017 Rumänischer Meister mit dem ASC Corona 2010 Brașov
- 2018 Rumänischer Meister und Pokalsieger mit dem HSC Csíkszereda
- 2020 Gewinn der Ersten Liga mit dem HSC Csíkszereda
- 2021 Gewinn der Ersten Liga mit dem HSC Csíkszereda
- 2022 Gewinn der Ersten Liga und rumänischer Meister mit dem HSC Csíkszereda

### International
- 2017 Aufstieg in die Division I, Gruppe B, bei der Weltmeisterschaft der Division II, Gruppe A
- 2017 Bester Stürmer der Weltmeisterschaft der Division II, Gruppe A

## MOL/Erste Liga-Liga-Statistik
(Stand: Ende der Saison 2022/23)